# Émile Hanse
Émile Jean Ghislain Hanse (ur. 10 sierpnia 1892 w Namur, zm. 5 kwietnia 1981) – belgijski piłkarz występujący podczas kariery na pozycji pomocika. Złoty medalista z Antwerpii.

## Życiorys
Hanse całą swoją karierę klubową spędził w Royale Union Saint-Gilloise. Trzykrotnie był z nimi mistrzem Belgii oraz dwukrotnie zwyciężał w pucharze Belgii.
Debiut w reprezentacji Belgii zaliczył 17 lutego 1920 roku w wygranym 3:1 towarzyskim meczu z amatorska reprezentacją Anglii. Wraz z kolegami zdobył złoty medal na Letnich Igrzyskach Olimpijskich 1920 w Antwerpii. Belgowie po kolei pokonywali reprezentacje Hiszpanii, Holandii oraz Czechosłowacji. Hanse zagrał w każdym z tych meczów. Także na Letnich Igrzyskach Olimpijskich 1924 wziął udział w turnieju razem z kolegami, lecz tam już w pierwszej rundzie polegli ze Szwedami. Ogólnie w barwach narodowych wystąpił 11 razy.

### Występy w reprezentacji w danym roku
| Reprezentacja | Rok     | Mecze | Bramki |
| ------------- | ------- | ----- | ------ |
| Belgia        | 1920    | 5     | 0      |
| Belgia        | 1921    | 1     | 0      |
| Belgia        | 1922    | 1     | 0      |
| Belgia        | 1924    | 3     | 0      |
| Belgia        | 1926    | 1     | 0      |
| Ogólnie       | Ogólnie | 11    | 0      |